# Adam Saulnier
Pour les articles homonymes, voir Saulnier.
Adam Clément Alfred Saulnier, né le 24 août 1915 dans le 14e arrondissement de Paris et mort le 3 octobre 1991 dans le 15e arrondissement, est un journaliste et artiste peintre français.

## Biographie
Fils de H.S. Ciolkowski et de sa première épouse Muriel Drewett, il se fait connaître comme critique d'art pour la presse écrite puis travaille à la radio puis à la télévision. Il devient en février 1950, membre du bureau du syndicat Force ouvrière des journalistes de la région parisienne. Il représente alors le secteur de la presse artistique au sein de ce bureau et devient en mai 1960, secrétaire général du syndicat. Rattaché au journal télévisé de l'ORTF, il anime notamment une émission, Les Expositions, de 1960 à 1968, tous les dimanches midi.
En mai 1968, il fait partie des dix membres élus par les journalistes pour siéger au Comité des Dix. Ce comité est mis en place pour superviser l'objectivité de l'information. Sa présence au sein de ce comité lui vaut d'être licencié, comme de nombreux autres collègues, après la reprise en main de la radio-télévision publique par le gouvernement.
Il est alors trésorier de l'Union des journalistes licenciés, présidé par Maurice Seveno, qui groupe environ 70 journalistes.
Comme artiste peintre, on lui doit des affiches et des collages.